# Președintele Uruguayului
Președintele Republicii Orientale a Uruguayului (în spaniolă Presidente de la República Oriental del Uruguay) este șeful statului și șeful guvernului din Uruguay. Drepturile sale sunt stabilite în constituția Uruguayului. Formează puterea executivă împreună cu Secretariatul Președinției, Consiliul de Miniștri și Directorul Biroului de Planificare și Buget. În caz de absență, funcția sa este exercitată de vicepreședinte. La rândul său, președintele republicii este comandantul șef al forțelor armate.

## Caracteristicile mandatului
Potrivit actualei Constituții, președintele și vicepreședintele sunt aleși prin alegeri populare directe. Președintele are un mandat de 5 ani, poate fi ales pentru un număr indefinit de ori, dar nu poate fi reales imediat. Aceștia sunt aleși în cadrul aceleiași candidaturi prezentate de un partid. În cazul în care nici o candidatură nu obține majoritatea absolută a voturilor, se va desfășura un al doilea tur de scrutin, numit balotaj, între primele două candidaturi clasate în primul tur. În cadrul votului menționat, câștigă candidatul care obține majoritatea voturilor. 
Președintele are puterea de a numi și de a demite miniștrii. Potrivit articolului 168 din Constituție, Președintele Republicii, acționând împreună cu ministrul sau miniștrii respectivi sau cu Consiliul de Miniștri, are printre atribuții:
1. Păstrarea ordinii și a liniștii în interiorul țării și a securității în afara ei.
2. Comandamentul tuturor forțelor armate.
3. Promulgarea tuturor legilor, emiterea unor reglementări speciale necesare pentru implementarea acesteia.
4. Prezentarea unui discurs în fața Adunării Generale a Uruguayului, la deschiderea sesiunilor regulate.
5. Dreptul la dreptul de veto asupra unor legi.
6. Dreptul de a propune proiecte de legi sau modificări ale legilor adoptate anterior.
7. Concedierea angajaților publici pentru abuzuri, omisiunea sau delict.
8. Gestionarea relațiilor diplomatice și, cu consimțământul legiuitorului, dreptul de a declara război.
9. Dreptul de a declara o stare de urgență atunci când este necesar.
10. Pregătirea bugetului de stat.
11. Negocierea tratatelor cu ratificarea legiuitorului.

Actualul președinte al Uruguayului este Luis Lacalle Pou.
1. ↑  Uruguay shifts to center-left as Orsi takes office (în engleză), 1 martie 2025, accesat în 8 martie 2025